# Фамотидин
Фамотиди́н — лекарственное средство, блокатор H2-гистаминовых рецепторов III поколения, используется для угнетения желудочной секреции.
Показания:
Язвенная болезнь желудка и 12-перстной кишки, гиперацидность желудочного сока, изжога (связанная с гиперхлоргидрией), симптоматические и стрессовые язвы ЖКТ, эрозивный рефлюкс-эзофагит, НПВП-гастропатия, синдром Золлингера-Эллисона, системный мастоцитоз, полиэндокринный аденоматоз, профилактика рецидивов кровотечений в послеоперационном периоде. Профилактика аспирации желудочного сока у больных, которым проводятся операции под общей анестезией (синдром Мендельсона). Аспирационный пневмонит (профилактика). Диспепсия с эпигастральными или загрудинными болями, возникающими в ночное время или связанными с приемом пищи.
Противопоказания:
Гиперчувствительность, беременность, период лактации.
C осторожностью. Печеночная и/или почечная недостаточность, цирроз печени с портосистемной энцефалопатией (в анамнезе), детский возраст.
Торговые названия: Фамо, Блокацид, Гастросидин, Квамател, Квамател мини, Ульфамид, Ульцеран, Фамонит, Фамосан, Фамотидин, Фамотидин-Акри, Фамотидин-АКОС, Фамотидин-OBL, Фамотидин ШТАДА, Фамоцид, Фацид.